# Rally Hall of Fame
La Rally Hall of Fame è un'hall of fame, con sede a Kangasala, dedicata ai soggetti che si sono distinti nel rally.

## Membri
| Nome            | Attività               | Anno |
| --------------- | ---------------------- | ---- |
| Rauno Aaltonen  | Pilota                 | 2010 |
| Markku Alén     | Pilota                 | 2018 |
| Ove Andersson   | Pilota e dirigente     | 2018 |
| Stig Blomqvist  | Pilota                 | 2014 |
| Erik Carlsson   | Pilota                 | 2010 |
| Andrew Cowan    | Pilota                 | 2013 |
| Seppo Harjanne  | Navigatore             | 2019 |
| Paddy Hopkirk   | Pilota                 | 2010 |
| Juha Kankkunen  | Pilota                 | 2015 |
| Reinhard Klein  | Fotografo              | 2018 |
| Simo Lampinen   | Pilota                 | 2018 |
| Timo Mäkinen    | Pilota                 | 2010 |
| Tommi Mäkinen   | Pilota                 | 2013 |
| Colin McRae     | Pilota                 | 2015 |
| Shekhar Mehta   | Pilota                 | 2017 |
| Hannu Mikkola   | Pilota                 | 2011 |
| Michèle Mouton  | Pilota                 | 2012 |
| Sandro Munari   | Pilota                 | 2015 |
| David Richards  | Navigatore e dirigente | 2014 |
| Walter Röhrl    | Pilota                 | 2011 |
| Carlos Sainz    | Pilota                 | 2012 |
| Timo Salonen    | Pilota                 | 2019 |
| Jean Todt       | Navigatore e dirigente | 2019 |
| Henri Toivonen  | Pilota                 | 2016 |
| Ari Vatanen     | Pilota                 | 2014 |
| Björn Waldegård | Pilota                 | 2013 |